# Bilbaói repülőtér
A Bilbaói repülőtér (IATA: BIO, ICAO: LEBB) egy kisebb nemzetközi repülőtér Loiu, Sondika és Derio közelében. A légikikötő 1955-ben nyílt meg. Éves utasforgalma 5 129 583 fő (2022). Üzemeltetője az Aena.

## Légitársaságok és úticélok
2025-ben a Bilbaói repülőtérről az alábbi járatok indulnak (Utoljára frissítve: 2025-08-16):
| Légitársaság          | Célállomások |
| --------------------- | --- |
| Aegean Airlines       | Szezonális: Athens |
| Aer Lingus            | Dublin Szezonális: Cork |
| Air Arabia            | Tangier |
| Air Cairo             | Cairo[forrás?], Hurghada, Luxor |
| Air Europa            | Lanzarote, Madrid, Palma de Mallorca, Tenerife–North Szezonális: Ibiza, Menorca |
| Air France            | Párizs-Charles de Gaulle repülőtér |
| Azores Airlines       | Szezonális: Ponta Delgada |
| Brüsszel Airlines     | Brüsszel |
| easyJet               | Basel/Mulhouse, Bristol, Genf, Manchester, Milan–Malpensa |
| Edelweiss Air         | Zurich |
| Eurowings             | Düsseldorf Stuttgart Szezonális: Berlin, Hamburg, |
| Iberia                | Madrid, Santiago de Compostela, Valencia Szezonális: A Coruña (kezdődik 23 April 2026), Funchal, La Palma, Menorca (kezdődik 10 March 2026), Palma de Mallorca (kezdődik 11 March 2026) |
| KLM                   | Amszterdam |
| Lufthansa             | Frankfurt, München |
| Luxair                | Szezonális: Luxembourg (újrakezdődik 16 July 2026) |
| Norwegian Air Shuttle | Szezonális: Koppenhága, Oslo, Stockholm–Arlanda |
| Scandinavian Airlines | Koppenhága |
| Smartwings            | Prága (kezdődik 2025 október 24-től) Szezonális charter: Sal, Tirana |
| TAP Air Portugal      | Lisbon |
| Transavia             | Eindhoven |
| Turkish Airlines      | Istanbul |
| United Airlines       | Szezonális: Newark |
| Volotea               | Alicante, Florence, Gran Canaria, Málaga, Palma de Mallorca, Porto, Róma–Fiumicino, Seville, Tenerife–South, Valencia, Venice Szezonális: Athens, Castellón, Ibiza, Lyon, Marrakesh, Menorca, Murcia, Naples, Olbia, Palermo, Verona (kezdődik 2025 december 6-tól) |
| Vueling               | Alicante, Amszterdam, Barcelona, Brüsszel, Fuerteventura, Granada, Gran Canaria, Ibiza, Lanzarote, Lisbon, London–Gatwick, London–Heathrow, Málaga, Menorca, Milan–Malpensa, Marrakesh, Palma de Mallorca, Párizs–Orly, Porto, Prága, Seville, Tenerife–North, Valencia Szezonális: Faro[forrás?], Hamburg, Jerez de la Frontera, Malta, Párizs-Charles de Gaulle repülőtér[forrás?], Róma–Fiumicino, Santiago de Compostela |
| Wizz Air              | Budapest Krakkó (kezdődik 2025 december 9-től), London–Luton (kezdődik 29 March 2026), Róma–Fiumicino, Bécs Szezonális: Varsó–Chopin |

## Forgalom
Az utasforgalom az elmúlt években az alábbi módon változott:
| Utasok száma | 2 850 524 | 3 843 953 | 4 286 751 | 3 654 957 | 4 046 172 | 4 015 350 | 4 588 339 | 5 469 453 | 1 690 011 | 5 129 583 |
|              | 2003      | 2005      | 2007      | 2009      | 2011      | 2014      | 2016      | 2018      | 2020      | 2022      |